# マイヤ・プリセツカヤ

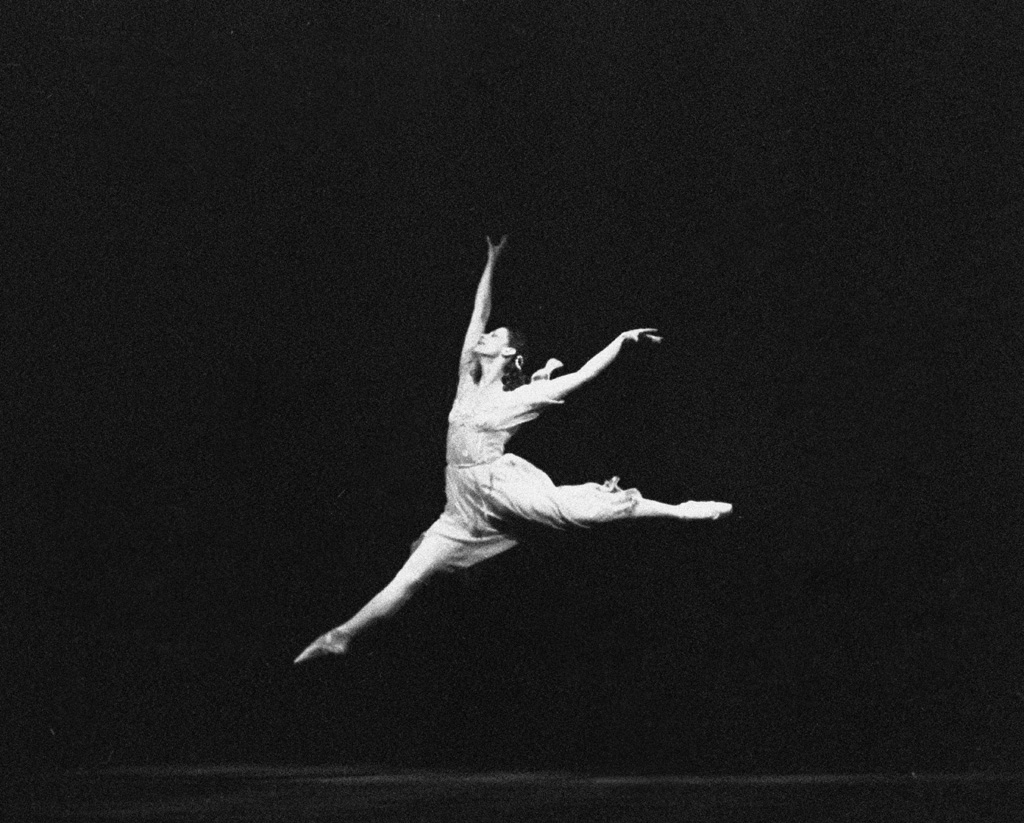
ジュリエットを踊るプリセツカヤ（1961年）

マイヤ・ミハイロヴナ・プリセツカヤ（ロシア語: Ма́йя Миха́йловна Плисе́цкая, ラテン文字転写: Maya Mikhailovna Plisetskaya, 1925年11月20日 - 2015年5月2日）は、ロシアのバレエダンサー。20世紀最高のバレリーナと称された。

## 生い立ち
モスクワで、芸術家を多く輩出する有名なユダヤ人一家に生まれた。エンジニアの父の仕事の都合で、スピッツベルゲン島の学校へ通う。1938年、父親は兄がアメリカに住んでいたため、スパイの疑いをかけられスターリンの粛清により処刑され、サイレント映画女優だった母親はカザフスタンへ強制送致された。マイヤは母方のおばにあたるバレリーナスラミフィ・メッセレルの養子となった。
1934年、一家は休暇のためモスクワに帰り、その期間中に、マイヤは帝室バレエ学校のエフゲニヤ・イワノヴナ・ドリンスカヤのクラスに編入する。バレエを始めて１年目で「軍縮会議」という演目の中国人役で舞台に立つ。その後再びモスクワに戻り、バレリーナであったエリザヴェータ・ゲルトのもとで6年間学ぶ。1943年に国立モスクワ舞踊学校を卒業し、ボリショイ・バレエに入団した。

## 活動歴
バレエ学校卒業後、ボリショイバレエ団にコール・ド・バレエ（群舞を担当するダンサー集団）として入団する。このポジションに不満があったこともあり、ボリショイ劇場以外での公演に積極的に出演し経験を積む。入団1年目を終えるころに、欠員のため「くるみ割り人形」のマーシャ役に抜擢されることとなる。
アンナ・パヴロワの代表作「瀕死の白鳥」を演じ、当たり役とする。またプリセツカヤの最大の当たり役は、「白鳥の湖」のオデット／オディール（1947年）、「眠れる森の美女」のオーロラ姫（1961年）である。跳躍の高さ、柔軟で大きく反る背中、技術の確かさ、カリスマ性すべてにおいて高く評価された。
彼女に向けられた高い賞賛とは裏腹に、劇場上層部の彼女への待遇はあまりよいものとはいえなかった。ユダヤ人であったことが災いし、1956年の国外公演には（3年前の1953年に「国内ユダヤ系医療チーム謀議によるスターリンおよび側近謀殺計画」とされた「医師団陰謀事件」が発生しており、同年9月スターリンの後を継いだフルシチョフも治世下で「ユダヤ人への私的嫌悪感」を幾つも晴らしていた（詳細は「反ユダヤ主義#フルシチョフ政権」）事もあり）国内に沸き起こっていた反ユダヤ主義的風潮のなかで同行が許されなかった。しかし、1959年に彼女が西側世界に初めて登場すると、バレエ界に大きな衝撃を与えることとなる。世界中のバレリーナは、プリセツカヤ以後、技術の完成度でも演技力でも、より高度なものを要求されることになったのである。
1958年、作曲家ロディオン・シチェドリンと結婚、翌年にはソ連人民芸術家として表彰される。
1960年、ガリーナ・ウラノワが引退すると、プリセツカヤはボリショイ劇場のプリマ・バレリーナ（首席バレリーナ）に任命される。1967年ソヴィエトで制作された『アンナ・カレーニナ』の映画版では、トヴェルスコイ公爵夫人（ヴェッツィ）を演じ、1971年には、シチェドリンの作曲、自身の振り付けによるバレエ版「アンナ・カレーニナ」を発表し、主役アンナを演じた。他にユーリー・グリゴローヴィチ、ローラン・プティ、アルベルト・アロンソ、モーリス・ベジャールなどの著名な振り付け師が、彼女のために作品を振り付けている。
1980年代には、プリセツカヤはシチェドリンとともに海外で過ごすことが多くなり、ローマ・オペラ・バレエや、マドリードのスペイン国立バレエの芸術監督を務める。65歳でボリショイ劇場のソリストから引退したが、その後も芸術活動を続けている。70歳の誕生日には、ベジャールの振り付けによる「アヴェ・マイヤ」を初演した。
1994年からは、自身の名を冠したマイヤ・プリセツカヤ国際バレエコンクールの審査員長を務めた。
2015年5月2日、89歳で心臓発作のためドイツで亡くなった。遺言により、遺骨は散骨される。

## 日本との関係
- 約40回にわたって訪日し、多くの公演をおこなった[5][6]。
- 2003年、宝塚歌劇星組公演「王家に捧ぐ歌」の振付を担当。
- 2006年、第18回高松宮殿下記念世界文化賞の演劇・映像部門を受賞した。
- 2011年には日本のバレエに対する貢献が認められて旭日中綬章を受章し、2012年2月にモスクワの日本大使館で行われた伝達式の際には「私と日本は特別な関係。日本の食事や教育、文化、全てが気に入っています」と述べていた[5]。

## DVD、書籍
- 「闘う白鳥」（自伝）
- 「アンナ・カレーニナ」（1967年モスフィルム製作 - DVD出版元　RUSCICO（ロシア映画評議会））
- 「マイヤ・プリセツカヤ (やさしく読める ビジュアル伝記)」（2018年、学研プラス、マイヤ・プリセツカヤ＆ロジオン・シチェドリン国際財団公認伝記[7]）